# János Rovnyai
János Rovnyai (ur. 28 czerwca 1951 w Leányfalu) – węgierski zapaśnik walczący w stylu klasycznym. Olimpijczyk z Montrealu 1976, gdzie zajął szóste miejsce w kategorii plus 100 kg.
Brązowy medalista mistrzostw świata w 1974, a czwarty w 1981. Mistrz Europy w 1975 i drugi w 1982. Czwarty w Pucharze świata w 1982 roku.
- Turniej w Montrealu 1976

Wygrał z Richardem Wolffem RFN, a przegrał z Romanem Codreanu z Rumunii i Aleksandyrem Tomowem z Bułgarii.